# Jörg Neun
Jörg Neun (* 7. Mai 1966 in Bleichenbach, Ortenberg) ist ein ehemaliger deutscher Fußballspieler und -trainer der 1. und 2. Bundesliga. Er absolvierte zwischen 1985 und 1987 13 Partien für die deutsche U21-Nationalmannschaft und erzielte dabei einen Treffer.

## Spielerlaufbahn
Das Fußballspielen erlernte der Mittelfeldspieler Neun bei seinem Heimatverein TSG Bleichenbach. 1977 wechselte er in die Jugend der Offenbacher Kickers, bei denen er nach deren Abstieg aus der Bundesliga 1984 in die erste Mannschaft übernommen wurde und dort zum Stammspieler aufstieg. Da Offenbach direkt in die Oberliga abstieg, verpflichtete der Bundesligaaufsteiger 1. FC Nürnberg Neun. Trainer Heinz Höher war zwar von Neuns Talent überzeugt, doch nach nur sechs Bundesligaspielen für den Club wurde Neun ab November 1985 an Fortuna Köln verliehen, um weitere Spielpraxis zu sammeln. Er kehrte nach der Saison 1985/86 nicht nach Nürnberg zurück, sondern zog weiter zum Bundesligisten SV Waldhof Mannheim. Dort gelang ihm auch in der 1. Bundesliga der Durchbruch.
Zur Rückrunde der Saison 1987/88 holte ihn Trainer Wolf Werner zum damaligen Europapokalteilnehmer Borussia Mönchengladbach. Auf die erste Rückrunde als Stammspieler folgten weitere neun Spielzeiten für die Borussia, ehe er 1997 zum MSV Duisburg wechselte und dort noch vier Jahre unter Vertrag stand. Dabei erlebte er zum Ende seiner Karriere noch einmal einen Abstieg und absolvierte nach insgesamt 358 Bundesligaspielen (18 Tore) in der Saison 2000/01 die letzten zwei seiner 55 Zweitligaspiele (1 Tor).

### Statistik
- 1. Bundesliga: 358 Spiele, 18 Tore
- 2. Bundesliga: 55 Spiele, 1 Tor

### Erfolge als Spieler
Mit Borussia Mönchengladbach kam Jörg Neun zweimal ins Finale des DFB-Pokals. Zunächst scheiterte er 1992 mit seiner Mannschaft im Finale an Hannover 96 im Elfmeterschießen, bei dem er selbst einen Elfmeter zum zwischenzeitlichen 3:3 verwandelte. Auch im Finale von 1995 stand er in der Anfangsformation. Dort holte sich sein Club den Pokalsieg durch einen 3:0-Erfolg über den VfL Wolfsburg.

## Trainerlaufbahn
Seine erste Trainerstation war beim Bezirksligisten SV Neukirchen am Niederrhein tätig (Stand November 2007). Parallel dazu trainierte er die A1-Jugend des DJK Hehn (Kreisleistungsklasse Mönchengladbach-Viersen) (Stand Dezember 2007). Von November 2009 bis zum Sommer 2012 war er als Trainer beim Bezirksligisten Sportfreunde 06 Neuwerk tätig.